# ورام غضروفي باطن
ورام غضروفي باطن أو ورام غضروفي داخلي (بالإنجليزية: Enchondromatosis)‏ هو شكل من أشكال خلل التنسج العظمي الغضروفي ويتميز بتكاثر الورم الغضروفي الباطن.
يُمكن اعتبار داء أوليير مُرادف للورام الغضروفي الباطن. متلازمة مافوكسي هي عبارة عن ورام غضروفي باطن مع ورام وعائي.